# 柳宿增十
柳宿增十 (β Cnc / β Cancri)是巨蟹座最亮的恆星，與地球的距離大約是290光年。它的固有名稱是Tarf或Al Tarf (Altarf)，不清楚語源但很可能來自阿拉伯文的الطرف aṭ-ṭarf ("眼睛")或 طرفة aṭ-ṭarfah( 獅子的"一瞥")。 
主要的成員，柳宿增十A，是一顆橘色的K-型巨星，視星等+3.50，絕對星等-1.25(目視)。它有一顆暗淡，14星等的伴星，柳宿增十B，與主星相距29角秒。

## 外部連結
Jim Kaler's Stars: Al Tarf （页面存档备份，存于）